# Кодова назва «Південний грім»
«Кодова назва „Південний грім“» (рос. «Кодовое название „Южный гром“») — молдовський радянський художній фільм 1980 року режисера Миколи Гібу.

## Синопсис
Німецько-радянська війна. В умовах надзвичайної секретності готується Яссько-Кишинівська операція. Фашистська розвідка прагне всіма засобами розгадати плани радянського командування. Для цього її агенти намагаються шантажувати співробітника контррозвідки майора Чумакову.

## У ролях
- Алла Покровська
- В'ячеслав Шалевич
- Михайло Волков
- Віктор Самуїлович
- Едуард Марцевич
- Михайло Погоржельский
- В'ячеслав Мадан
- Ігор Васильєв
- Клара Лучко
- Володимир Литвинов — Громов, лейтенант

## Творча група
- Сценарій: Євген Онопрієнко
- Режисер: Микола Гібу
- Оператор: Павло Балан
- Композитор: Максим Дунаєвський